# Ерин, Анатолий Алексеевич
Анатолий Алексеевич Ерин (3 августа 1937 — 2 июля 2016, Владимир) — советский и российский театральный актёр и режиссёр, артист и режиссёр Владимирского областного академического театра драмы, заслуженный артист России.

## Биография
Родился 3 августа 1937 года. Окончил Новосибирское театральное училище, Ленинградский государственный институт театра, музыки и кинематографии (педагог А.А.Музиль), Высшие режиссёрские курсы.
В 1964—1966 гг. — актёр Кинешемского театра, в 1967—1976 гг. — актёр Красноярского театра юного зрителя, в 1976—1984 гг. — актёр Орловского театра юного зрителя.
С 1984 г. — актёр Владимирского академического театра драмы. На владимирской сцене ставил мюзиклы «Сокровища капитана Флинта», «Бременские музыканты», «Алые паруса», водевиль «Я русский на манер французский» по одноактным пьесам И. Крылова, Д. Ленского и А. Чехова.
Жена — заслуженная артистка России Жанна Хрулёва.

## Театральные работы
Владимирский театр драмы:
- «№ 13» Рэя Куни – управляющий,
- «Ромео и Джульетта» Уильяма Шекспира – брат Джованни,
- «Дорогая Памела, или Как нам пришить старушку» Джона Патрика – Джо Янки,
- «Ревизор» Н.В. Гоголя – уездный лекарь Гибнер,
- «Женитьба» Н.В. Гоголя — Яичница — экзекутор, коллежский асессор
- «Оптимистическая трагедия» Всеволода Вишневского — Вожак,
- «Нашествие» Леонида Леонова — Фаюнин,
- «Кабала святош» Михаила Булгакова — Людовик XIV,
- «Жизнь Василия Фивейского» Леонида Андреева — Копров,
- «Дядя Ваня» А.П.Чехова — Вафля,
- «Стулья» Э. Ионеско — Старик,
- «Старосветские помещики» Н. В. Гоголя — Афанасий Иванович.

Спектакли, поставленные Анатолием Ериным в Красноярском ТЮЗе:
- «Баня» (1973)
- «Белоснежка и семь гномов» (1973)
- «Дождь лил, как из ведра» (1973)
- «Весенние перевёртыши» , художник-постановщик Шавловский С.С. (1974)
- «Красная шапочка» (1975)
- «Друг мой, Колька» (1976)
- «Мораль пани Дульской» (1976)

## Награды и звания
Заслуженный артист России (2007).